# Londonistan
Londonistan är ett namn som bland annat säkerhetstjänster använder om den jihadistiska rörelsen i Storbritanniens huvudstad London. Uttrycket myntades under 1995 av Frankrikes säkerhetstjänst, som kritiserade den brittiska tillåtande attityderna mot radikala grupper samtidigt som algeriska Groupe Islamique Armé (GIA) utförde attentat i Frankrike. Under 1990-talet flydde muslimer ifrån diktaturer i arabvärlden och bosatte sig i staden. Några var militanta islamister som hade som mål att störta de sekulära diktaturerna. Bland annat hade Usama bin Laden, som 2001 låg bakom 11 september-attackerna ett PR-kontor i London.
Till den radikala miljön i London räknades bland annat Omar Bakri Muhammad, Abu Qatada och Abu Hamza al-Masri. I London kunde de öppet mötas, samtala ostört samt rekrytera till sina rörelser. Efter bombdåden i London 2005 då fyra självmordsbombare dödade 52 londonbor började brittiska myndigheter sätta in åtgärder mot miljön. År 2011 deporterades Abu Hamza till USA vilket innebar slutet på miljöernas öppna radikala verksamhet. Istället inträffade en trend mot flera men mindre nätverk som verkade i det fördolda. Utåt visades en fasad upp inriktad på religiösa ritualer, men internt rekryterades för resor till Syrien.